# لئونارد مارتین
لئونارد مارتین (انگلیسی: Leonard Martin; ۲۴ نوامبر ۱۹۰۱ – ۱۹۶۸) قایقران قایق بادبانی اهل بریتانیا بود.